# 徳島県道130号大林津乃峰線
徳島県道130号大林津乃峰線（とくしまけんどう130ごう おおばやしつのみねせん）は、徳島県小松島市から阿南市に至る一般県道である。

## 概要
小松島市大林町から阿南市津乃峰町に至る。
全路線がバイパス線阿南道路の開通に伴い県道に変更となった旧国道55号である。
全線にわたって片側一車線（両側二車線）以上が確保されている。また、以前は国道であったために県道の起点や終点に指定されている交点も多い。

### 路線データ
- 起点：小松島市大林町字宮ノ本[4]（大林北交差点、国道55号徳島南バイパス・阿南道路交点、徳島県道120号徳島小松島線終点）
- 終点：阿南市津乃峰町東分[4]（阿南市津乃峰町交差点、国道55号交点）
- 総延長：13.452 km[1][2]

## 歴史
- 2015年（平成27年）
  - 3月27日 - 認定[3]および指定[1][2]。
  - 4月1日 - 国道55号および国道195号の指定が外され[4]当路線単独区間となる。

## 路線状況
全線にわたってロードサイド店や住宅が立地している関係で、交通量は非常に多い。
特に、阿南市の南島交差点付近は右折待ちの車列の関係で通勤時間帯を中心に非常に混雑する。

### 重複区間
- 徳島県道24号羽ノ浦福井線（阿南市羽ノ浦町古庄 - 阿南市上中町）
- 徳島県道27号阿南那賀川線（阿南市宝田町 - 阿南市富岡町）

### 道路施設

#### 橋梁
- 那賀川橋（那賀川、阿南市、徳島県道24号羽ノ浦福井線重複区間内）
- 清水橋（岡川、阿南市）
- 新富岡橋（桑野川、阿南市、徳島県道27号阿南那賀川線重複区間内）

## 地理

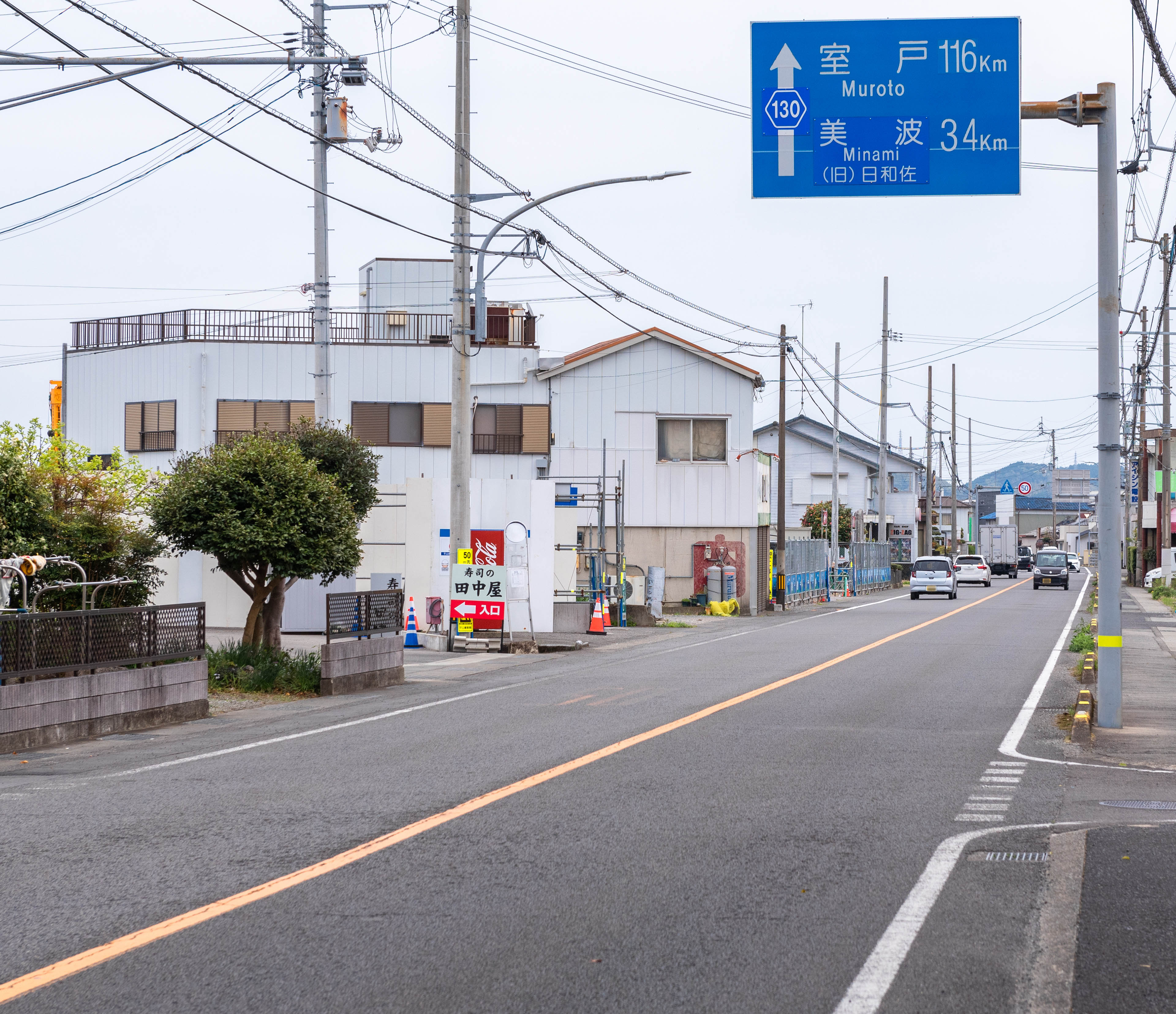
阿南市上中町

### 通過する自治体
- 徳島県
  - 小松島市 - 阿南市

### 交差する道路
| 交差する道路                                                                 | 市町村名 | 交差する場所 | 交差する場所                |
| ---------------------------------------------------------------------------- | -------- | ------------ | --------------------------- |
| 国道55号 / 徳島南バイパス・阿南道路 国道195号 重複 徳島県道120号徳島小松島線 | 小松島市 | 大林町       | 大林北交差点 / 起点         |
| 徳島県道141号大林那賀川阿南線 / 旧道                                         | 小松島市 | 大林町       |                             |
| 徳島県道128号阿南羽ノ浦線 徳島県道136号宮倉徳島線                            | 阿南市   | 羽ノ浦町宮倉 |                             |
| 徳島県道172号羽ノ浦停車場線                                                  | 阿南市   | 羽ノ浦町宮倉 |                             |
| 徳島県道276号勝浦羽ノ浦線                                                    | 阿南市   | 羽ノ浦町中庄 |                             |
| 徳島県道274号坂野羽ノ浦線                                                    | 阿南市   | 羽ノ浦町中庄 |                             |
| 徳島県道24号羽ノ浦福井線 重複区間起点 徳島県道128号阿南羽ノ浦線              | 阿南市   | 羽ノ浦町古庄 |                             |
| 徳島県道191号富岡港南島線 徳島県道282号大井南島線                            | 阿南市   | 上中町       |                             |
| 徳島県道24号羽ノ浦福井線 重複区間終点                                        | 阿南市   | 上中町       |                             |
| 徳島県道22号阿南勝浦線                                                       | 阿南市   | 上中町       |                             |
| 徳島県道27号阿南那賀川線 重複区間起点                                        | 阿南市   | 宝田町       |                             |
| 徳島県道27号阿南那賀川線 重複区間終点 徳島県道141号大林那賀川阿南線 重複     | 阿南市   | 富岡町       |                             |
| 徳島県道23号富岡港線                                                         | 阿南市   | 富岡町       |                             |
| 徳島県道173号阿南停車場線                                                    | 阿南市   | 富岡町       |                             |
| 徳島県道174号見能林停車場線 徳島県道193号中林港線                            | 阿南市   | 見能林町     |                             |
| 徳島県道285号戎山中林富岡港線                                                | 阿南市   | 見能林町     |                             |
| 徳島県道175号阿波橘停車場線                                                  | 阿南市   | 津乃峰町     |                             |
| 国道55号 国道55号 / 阿南道路 国道195号 重複                                  | 阿南市   | 津乃峰町     | 阿南市津乃峰町交差点 / 終点 |

### 交差する鉄道
- 牟岐線

### 沿線
- 牟岐線
  - 羽ノ浦駅 - 阿波橘駅